# فرودگاه لوول سی‌تی
فرودگاه لوول سی‌تی (به انگلیسی: Lowell City Airport) یک فرودگاه همگانی بهره‌برداری هوایی است که یک باند فرود آسفالت دارد و طول باند آن ۷۳۰ متر است. این فرودگاه در کشور ایالات متحده آمریکا قرار دارد و در ارتفاع ۲۰۸ متری از سطح دریا واقع شده است.